# Zambiana
Zambiana is een kevergeslacht uit de familie van de boktorren (Cerambycidae). De wetenschappelijke naam van het geslacht werd voor het eerst geldig gepubliceerd in 2008 door Özdikmen.

## Soorten
Zambiana is monotypisch en omvat slechts de volgende soort:
- Zambiana usambaricus (Breuning, 1978)